# Vinnytsia
Vinnytsia hay Vinnitsa (tiếng Ukraina: Вінниця, phát âm [ˈwinnɪtsʲa]; tiếng Nga: Винница) là một thành phố nằm trong tỉnh Vinnytsia trung bộ của Ukraina. Thành phố Vinnytsia có diện tích km2, dân số theo điều tra vào năm 2001 là 356.665 người. Đây là thành phố lớn thứ 13 tại Ukraina. Thành phố nằm hai bên bờ sông Nam Buh, cách thủ đô Kiev 260 km.

## Khí hậu
| Dữ liệu khí hậu của Vinnytsia, Ukraine  | Dữ liệu khí hậu của Vinnytsia, Ukraine | Dữ liệu khí hậu của Vinnytsia, Ukraine | Dữ liệu khí hậu của Vinnytsia, Ukraine | Dữ liệu khí hậu của Vinnytsia, Ukraine | Dữ liệu khí hậu của Vinnytsia, Ukraine | Dữ liệu khí hậu của Vinnytsia, Ukraine | Dữ liệu khí hậu của Vinnytsia, Ukraine | Dữ liệu khí hậu của Vinnytsia, Ukraine | Dữ liệu khí hậu của Vinnytsia, Ukraine | Dữ liệu khí hậu của Vinnytsia, Ukraine | Dữ liệu khí hậu của Vinnytsia, Ukraine | Dữ liệu khí hậu của Vinnytsia, Ukraine | Dữ liệu khí hậu của Vinnytsia, Ukraine |
| Tháng                                   | 1                                      | 2                                      | 3                                      | 4                                      | 5                                      | 6                                      | 7                                      | 8                                      | 9                                      | 10                                     | 11                                     | 12                                     | Năm                                    |
| --------------------------------------- | -------------------------------------- | -------------------------------------- | -------------------------------------- | -------------------------------------- | -------------------------------------- | -------------------------------------- | -------------------------------------- | -------------------------------------- | -------------------------------------- | -------------------------------------- | -------------------------------------- | -------------------------------------- | -------------------------------------- |
| Cao kỉ lục °C (°F)                      | 11.6 (52.9)                            | 17.3 (63.1)                            | 22.3 (72.1)                            | 29.4 (84.9)                            | 32.2 (90.0)                            | 35.0 (95.0)                            | 37.8 (100.0)                           | 37.3 (99.1)                            | 31.5 (88.7)                            | 28.6 (83.5)                            | 19.9 (67.8)                            | 15.4 (59.7)                            | 37.8 (100.0)                           |
| Trung bình ngày tối đa °C (°F)          | −1.4 (29.5)                            | −0.3 (31.5)                            | 5.1 (41.2)                             | 13.4 (56.1)                            | 20.1 (68.2)                            | 22.7 (72.9)                            | 24.8 (76.6)                            | 24.3 (75.7)                            | 18.7 (65.7)                            | 12.4 (54.3)                            | 4.7 (40.5)                             | −0.4 (31.3)                            | 12.0 (53.6)                            |
| Trung bình ngày °C (°F)                 | −4.1 (24.6)                            | −3.3 (26.1)                            | 1.2 (34.2)                             | 8.3 (46.9)                             | 14.5 (58.1)                            | 17.4 (63.3)                            | 19.2 (66.6)                            | 18.6 (65.5)                            | 13.4 (56.1)                            | 7.8 (46.0)                             | 1.7 (35.1)                             | −2.8 (27.0)                            | 7.7 (45.9)                             |
| Tối thiểu trung bình ngày °C (°F)       | −6.7 (19.9)                            | −6.1 (21.0)                            | −2.2 (28.0)                            | 3.7 (38.7)                             | 9.1 (48.4)                             | 12.3 (54.1)                            | 14.1 (57.4)                            | 13.4 (56.1)                            | 8.9 (48.0)                             | 4.0 (39.2)                             | −0.8 (30.6)                            | −5.2 (22.6)                            | 3.7 (38.7)                             |
| Thấp kỉ lục °C (°F)                     | −35.5 (−31.9)                          | −33.6 (−28.5)                          | −24.2 (−11.6)                          | −12.7 (9.1)                            | −2.8 (27.0)                            | 2.5 (36.5)                             | 5.2 (41.4)                             | 1.5 (34.7)                             | −4.5 (23.9)                            | −11.4 (11.5)                           | −24.6 (−12.3)                          | −27.2 (−17.0)                          | −35.5 (−31.9)                          |
| Lượng Giáng thủy trung bình mm (inches) | 29 (1.1)                               | 28 (1.1)                               | 30 (1.2)                               | 45 (1.8)                               | 50 (2.0)                               | 94 (3.7)                               | 86 (3.4)                               | 67 (2.6)                               | 61 (2.4)                               | 31 (1.2)                               | 38 (1.5)                               | 35 (1.4)                               | 594 (23.4)                             |
| Số ngày mưa trung bình                  | 7                                      | 6                                      | 10                                     | 13                                     | 14                                     | 15                                     | 15                                     | 10                                     | 12                                     | 11                                     | 12                                     | 9                                      | 134                                    |
| Số ngày tuyết rơi trung bình            | 16                                     | 16                                     | 11                                     | 3                                      | 0.1                                    | 0                                      | 0                                      | 0                                      | 0                                      | 1                                      | 8                                      | 14                                     | 69                                     |
| Độ ẩm tương đối trung bình (%)          | 85                                     | 83                                     | 78                                     | 68                                     | 66                                     | 72                                     | 72                                     | 71                                     | 76                                     | 80                                     | 86                                     | 88                                     | 77                                     |
| Số giờ nắng trung bình tháng            | 58                                     | 70                                     | 114                                    | 171                                    | 248                                    | 255                                    | 267                                    | 261                                    | 194                                    | 132                                    | 58                                     | 41                                     | 1.869                                  |
| Nguồn 1: Pogoda.ru.net                  |                                        |                                        |                                        |                                        |                                        |                                        |                                        |                                        |                                        |                                        |                                        |                                        |                                        |
| Nguồn 2: NOAA (nắng 1961–1990)          |                                        |                                        |                                        |                                        |                                        |                                        |                                        |                                        |                                        |                                        |                                        |                                        |                                        |